# 山越し
山越し（やまごし）とは、麻雀における用語のひとつで、広義には自分のツモを経た直後の状態のこと。特に自分のツモを経た直後に他家が切った牌でロン和了することを「山越しであがる」などと言う。狭義には、テンパイしている状態から上家の切った当たり牌を見逃し、自ヅモを経たあと下家もしくは対面が切った牌でロン和了すること。

## 概要
右図は南3局、ドラは。待ちはと広く、和了点も最低で満貫あるが、点棒状況を見るとトップと34000点離された3着目で、2着とも13000点離されている。加えて上家の北家が11000点しか持っておらず、上家から出たをロンしてしまうと、メンホン+ドラ1の12000点を得るものの、上家を飛ばしてしまうため、3着のまま半荘が終了してしまう。そのため東家は上家の切ったを見逃した。そのあと東家はツモ番を経て、直後に下家の南家がを切ったので、今度はロンを宣言した。このようなあがり方を「山越し」と言い、「東家は山越しので和了った」「南家は山越しで振り込んでしまった」などと言う。
で和了したので、和了役はメンホン+イッツー+ドラ1で跳満、得点は18000点となり、しかも山越しでトップの南家から高目を直撃したため、東家は逆転でトップ目に躍り出ている。
なお、立直を掛けている状態で見逃しを行うとフリテン（リーチ後のフリテン）になってしまい、その後は自摸でしか和了できなくなる。つまり、山越しが可能なのはダマ聴の時だけである。

## 山越しを掛ける理由
通常の麻雀では、山越しを掛ける理由として主に以下のような理由が考えられる。
1. 上位者から直取りしたい
2. 主にオーラスなどで、出場所によってはトップ終了できる
3. ロン和了すると放銃者がハコテンになってしまい、自分もトップにならない・あるいは下位のまま半荘が終了してしまう
4. 最初の和了牌でロンしたとしても放銃者は飛びはしないが、次局以降放銃者にはツモ和了された際の支払いで飛んでしまうような点棒しか残らないなど、その後のゲームメイキングにおいて不都合が生じる（上のケースに準じるケース）
5. 逆に、残り点棒の少ない者を飛ばしてトップを確定させたい（特に上位者が僅差で競っている状況など）
6. 最初に出た和了牌が安目で、より高い得点を狙いたい（高目を追いたい）

最後の6つ目のケースを除いて、山越しの理由は主に着順に大きく関わっている。すなわち山越しは、トップを取るための戦略のひとつであると言ってよい。概要の節に挙げた例では、まず3番目と6番目の理由で見逃しを掛け、トップ者から高目が出たことで結果として1番目も叶った、という形である。
なお、特に理由がないにもかかわらず山越しをした場合、山越しで和了ったプレイヤーは、見逃されたプレイヤーと結託してコンビ打ちをしているのではないかと疑われても反論できない。
例えば東1局、DがCから出た12000点のロン牌を見逃し、直後にAから出た安目のロン牌で8000点を和了ったとしたら、Dの行為は合理的な説明のできない、非常に疑わしい行為である。（見逃し_(麻雀)#コンビ打ちも参照）
ただし、初心者にあっては多面待ちの時に和了牌が直ちに分からず、一度ツモってからよくよく考えると先の捨て牌で和了していたと気付き、図らずも山越しとなってしまうケースはありうる。とはいえ、そのような理由はまともな理由として受け止められるとは限らず、少なからず禍根を残すことになってしまう場合もある。

## メリットとデメリット
メリット
一度通している牌なので、再び同じ牌が出やすい
基本的にテンパイして立直を掛けない場合は、必然的にツモ切りをすることが多くなる。そのため以前スルーされた牌は安全牌であると誤認されやすくなる。結果、守勢に回っている者から同じ牌が出てくる場合がある。
山越しでの和了が成功した場合、トップを取るのに有利な点棒状況になる
もちろんオーラスだった場合などは、山越し成功で即あがりヤメ、となるケースも考えられる。
デメリット
和了牌の枚数が少なくなり巡目も深くなっていくこと
1枚見逃せば当然和了牌は1枚減る。そのあと再度都合よく和了牌が出てくるとは限らない。
一度和了を蹴ることで、そのあと他家に和了される可能性があること
最初のロン牌を見逃さずその時に和了ってしまえば、そこで局が終わり、当然他家はその局で和了ることができなくなる。山越しを狙うことは局を長引かせることでもあり、そのあいだに他家に追いつかれて、思わぬしっぺ返しを喰わされる可能性もある。